# Nicole Stevenson
Nicole Stevenson (* 13. September 1973 in Hamilton, Ontario) ist eine kanadische Langstreckenläuferin, die sich auf Straßenläufe spezialisiert hat.
2001 wurde sie kanadische Meisterin im 10-km-Straßenlauf. Im Jahr darauf gewann sie den Toronto Waterfront Marathon. Jeweils zweite Plätze folgten 2003 beim Ottawa-Marathon und beim Vancouver-Halbmarathon und 2004 beim Houston-Marathon. Ebenfalls 2004 wurde sie als Gesamtdritte in Ottawa kanadische Marathonmeisterin und siegte beim Niagara-Falls-Marathon.
2005 gewann sie den Vancouver Sun Run mit ihrer 10-km-Bestzeit von 32:30 min, wurde erneut Dritte in Ottawa und kam bei den Halbmarathon-Weltmeisterschaften in Edmonton auf den 28. Platz. 2006 wurde sie Zweite beim Houston-Marathon und Elfte beim Marathon der Commonwealth Games in Melbourne. 
2008 wurde sie als Gesamtsiebte des Ottawa-Marathons kanadische Vizemeisterin und Zehnte beim Toronto Waterfront Marathon.
Nicole Stevenson ist 1,68 m groß und wiegt 55 kg. Sie wird von Hugh Cameron trainiert und startet für die Newmarket Huskies.

## Persönliche Bestzeiten
- Halbmarathon: 1:12:54 h, 22. Juni 2003, Vancouver
- Marathon: 2:32:56 h, 15. Januar 2006, Houston